# Siegfried Thomaschki

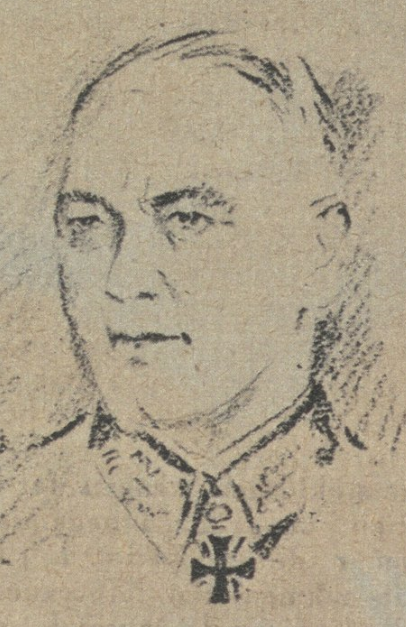
Generalleutnant Siegfried Thomaschki

Siegfried Paul Leonhard Thomaschki (* 20. März 1894 in Miswalde, Landkreis Mohrungen; † 31. Mai 1967 in Bad Neuenahr) war ein deutscher General der Artillerie im Zweiten Weltkrieg.

## Leben
Siegfried war Sohn des protestantischen Pfarrers Paul Thomaschki und seiner Ehefrau Elisabeth, geborene Schucht. Nach dem Abitur am Collegium Fridericianum trat er am 4. März 1913 als Fahnenjunker in das 2. Ostpreußische Feldartillerie-Regiment Nr. 52. In dem Regiment dienten viele Angehörige des Corps Masovia, dem auch sein Vater angehörte.

### Erster Weltkrieg
Beförderungen
- 4. März 1913 Fahnenjunker
- 20. November 1913 Fähnrich
- 20. Juni 1914 Leutnant
- 16. September 1917 Oberleutnant
- 1. August 1925 Hauptmann
- 1. Mai 1934 Major
- 2. Oktober 1936 Oberstleutnant
- 1. August 1939 Oberst
- 30. Dezember 1941 Vorpatent als Oberst
- 1. März 1942 Generalmajor
- 1. Januar 1943 Generalleutnant
- 1. März 1945 General der Artillerie

Als Ordonnanzoffizier der I. Abteilung seines Regiments zog er 1914 in den Ersten Weltkrieg. Ab dem 10. August 1915 befehligte er die Stabswachen bei der Bugarmee. Am 3. März 1916 kehrte er zu seinem Stammregiment zurück, mit dem er in der Schlacht um Verdun kämpfte. Ab dem 13. Dezember 1916 war er Abteilungsadjutant und Anfang Mai 1917 Ordonnanz- und Gerichtsoffizier beim Regimentsstab. Am 1. September 1917 Führer der 1. Batterie seines Regiments. Nach dem Waffenstillstand von Compiegne am 11. November 1918 kehrten deutsche Truppen von der Westfront ins Deutsche Reich zurück. Thomaschinski wurde am 27. Dezember 1918 in Königsberg Regimentsadjutant.
Er war ab dem 23. Februar 1919 Regimentsadjutant des Freiwilligen-Feldartillerie-Regiments 52 im Ostpreußischen Freiwilligenkorps, das den Aufstand des Spartakusbundes in Königsberg am 8. März 1919 niederschlug. Am 7. Mai 1919 wurde Thomaschki in Graudenz Artilleriebrigadeadjutant in der 172. Infanterie-Brigade unter Erich von Tschischwitz. Nach der Demobilisierung bezog er auch zur Zeit der Arbeiter- und Soldatenräte sein Offiziersgehalt von 158,33 Mark plus 45 M Burschengeld plus 75 M Demobilisierungsgeld und 30 M Wohnungsgeld.

### Reichswehr
Seit dem 15. Oktober 1919 Regimentsadjutant im Reichswehr-Artillerie-Regiment 1, wurde er im 200.000 Mann-Übergangsheer am 1. Oktober 1920 Adjutant der II. Abteilung in Königsberg. Bei der Bildung des 100.000-Mann-Heeres wurde er als Abteilungsadjutant in das 1. (Preußisches) Artillerie-Regiment in Königsberg übernommen. Am 1. Oktober 1923 wurde er Zweiter Generalstabsoffizier (Ib) der Festung Königsberg. Bei den Hindenburgtagen im August 1924 wurde Thomaschki zur Führung Paul von Hindenburgs durch Königsberg kommandiert. Seit dem 1. August 1925 Regimentsadjutant, wurde er im Februar 1928 Chef der 5. Batterie. Mit ihr wurde er für drei Monate zum Wachregiment abgestellt. Als die Alliierte Rheinlandbesetzung endete, schoss es am 1. Juli 1930 im Lustgarten (Berlin) Salut.
Am 1. November 1932 wurde er zum Regimentsstab in Königsberg versetzt. Am 1. Oktober 1933 kam er als Artillerieoffizier und Adjutant zur Festung Küstrin. Bei der Erweiterung der Reichswehr wurde er am 1. Oktober 1934 zum Kommandeur der II. Abteilung vom Artillerie-Regiment Allenstein (AR 11) in Lötzen ernannt. Dort wurde er später Ehrenmitglied des Lötzener Segelclubs Masovia.

### Wehrmacht und Zweiter Weltkrieg
In die Wehrmacht übernommen, wurde er am 16. Oktober 1935 zur Heeres- und Luftwaffennachrichtenschule in Halle (Saale) kommandiert. Seit dem 10. November 1938 Regimentskommandeur des Artillerie-Regiments 3 in Frankfurt (Oder), besuchte er im April 1939 einen artilleristischen Kursus bei Walter Petzel und einen Schulungskursus bei Heinrich Himmler. Am 2. Mai 1939 paradierte er vor Paul von Jugoslawien.
Zu Beginn des Zweiten Weltkriegs führte Thomaschki sein Regiment beim Überfall auf Polen. Die Pomorska Brygada Kawalerii und polnische Freiwilligenverbände wurden zerschlagen. Nach dem Übergang über die Weichsel bei Płock wurden in der Schlacht an der Bzura 40.000 Polen in Kriegsgefangenschaft genommen.
Aus Bromberg über die Saarpfalz an die belgische Grenze verlegt, zog seine Truppe in den sechswöchigen Frankreichfeldzug. Am 7. Juli 1940 wurde Thomaschki Stadtkommandant von Autun. Im September 1940 wurde er für drei Tage nach Rotterdam kommandiert, wo das Unternehmen Seelöwe vorbereitet werden sollte. Danach wieder in Frankfurt/Oder, wurde er im Dezember 1940 nach Neuruppin beordert, wo sein Regiment motorisiert wurde. Nachdem er einen Lehrgang für Artilleriekommandeure in München besucht hatte, war sein Regiment im Mai 1941 auf dem Schießplatz Wandern. Im Unternehmen Barbarossa wurde es Mitte Juni 1941 nach Ostpreußen verlegt. Zu Beginn des Deutsch-Sowjetischen Krieges gehörte das Artillerie-Regiment (mot.) 3 zu den Eroberern von Dünaburg und seiner strategisch wichtigen Dünabrücke.
Thomaschkis Regiment bestand Kämpfe am Wolchow und bei Nowgorod. Als er am 7. August 1941 zum Artillerie-Kommandeur (Arko 123) in Nordrussland ernannt wurde, unterstanden ihm neun Regimentsstäbe, 35 Abteilungen und 108 Batterien. Im Herbst 1941 führte er die „Brigade Thomaschki“ gegen Schlüsselburg und die „Kampfgruppe Thomaschki“ im Durchbruch zur 11. Infanterie-Division. Im erzwungenen Rücktritt Walther von Brauchitschs sah Thomaschki das „Ende eines siegreichen Krieges“.
Seit Januar 1942 Kommandeur der 11. Infanterie-Division, erhielt er für die Leistungen in der Ersten Ladoga-Schlacht und der Schlacht am Wolchow am 1. November 1942 das Ritterkreuz des Eisernen Kreuzes. Als er im September 1943 seine „Elfte“ abgeben musste, ehrten ihn die Soldaten aller Waffengattungen mit einem kilometerlangen Spalier und Salutschuss. Am 10. September 1943 zum Höheren Artillerie-Kommandeur 303 (HArko 303) der 18. Armee ernannt, kämpfte er an einer Kriegsfront, die doppelt so lang war wie die Westfront im Ersten Weltkrieg. Er beschoss das belagerte Leningrad und sicherte die Absetzbewegungen in der Schlacht um den Brückenkopf von Narva. Am 18. April 1944 gab er sein Kommando ab.
Ab dem 22. November 1944 führte er die Korpsgruppe Thomaschki, die den Durchbruch der sowjetischen 4. Stoßarmee auf Frauenburg verhinderte. In der Heeresgruppe Nord war Thomaschki ab dem 27. Dezember 1944 mit der Führung des X. Armeekorps in Kurland beauftragt. Am 1. März 1945 noch zum Kommandierenden General ernannt, geriet er im Kurland-Kessel am Tag der Kapitulation der Wehrmacht in sowjetische Kriegsgefangenschaft. Ende Mai 1945 erwirkte er die Genehmigung, noch einmal zu seinen Soldaten sprechen zu dürfen: „Was auch immer kommen mag – bleibt aufrecht und anständig.“

### Sibirien und Heimkehr
1949 zu 25 Jahren Arbeitslager verurteilt, kam er in das Arbeitslager Workuta, nach Brianka in der Ostukraine, Krasnopolje, Gondurowka, Maximowka und Asbest. Die Soldaten seiner alten Elchkopf-Division sparten in der Nachkriegszeit, um ihm das Überleben zu ermöglichen. Erst mit Adenauers „Heimkehr der Zehntausend“ wurde er 1955 entlassen. Bei seiner Heimkehr warteten die alten Kameraden auf den Bahnstationen vom Lager Friedland bis Hamburg, um ihren „Onkel Thom“ in der Freiheit willkommen zu heißen. In Hamburg lebte er bei seiner Familie. Prinz Louis Ferdinand besuchte ihn.
Jahrelang führte er den Traditionsverband der 11. Division und nahm regen Anteil an der Arbeit des Ostpreußenblattes. Auf die Frage nach seiner Weltanschauung meinte er: „Ich bin Ostpreuße – das genügt wohl!“ Nachdem er 1967 während einer Kur in Bad Neuenahr gestorben war, wurde er am 9. Juni 1967 auf dem Friedhof Ohlsdorf beerdigt. Er hinterließ seine Frau Herta, Tochter des Generalmajors Arthur Schulz-Heyn, die Tochter Urte (1923–2017) und die Söhne Claus-Jürgen-Siegfried (1927–1987) und Wilhelm.

## Auszeichnungen
- Österreichisches Militärverdienstkreuz III. Klasse mit Kriegsdekoration[5] am 22. März 1916
- Eisernes Kreuz I. Klasse[5] am 27. Januar 1917
- Verwundetenabzeichen in Silber[5] am 17. September 1918
- Preußische Rettungsmedaille am Band[5] am 27. Mai 1927
- Deutsches Kreuz in Gold am 22. Dezember 1941[6]
- Ritterkreuz des Eisernen Kreuzes mit Eichenlaub
  - Ritterkreuz am 1. November 1942[6]
  - Eichenlaub am 11. September 1943 (299. Verleihung)[6]
- Erwähnung im Wehrmachtbericht am 12. Februar 1944